# Maki Izumi (Samurai)

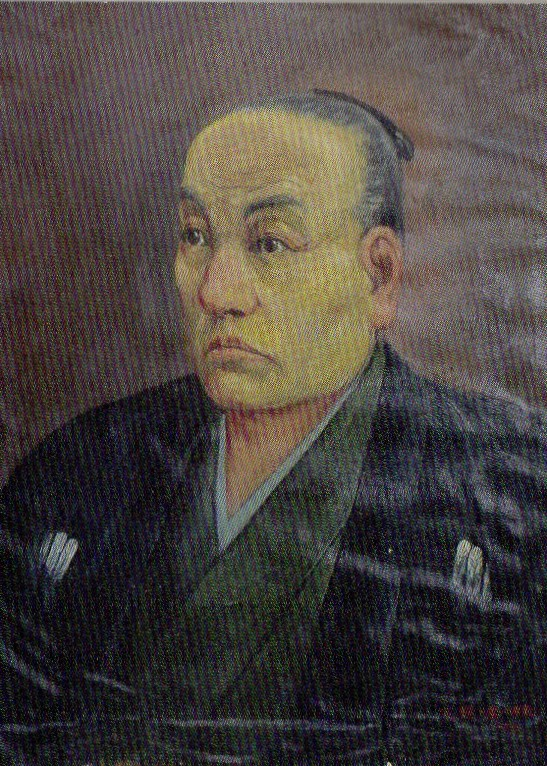
Maki Izumi

Maki Izumi (japanisch 真木 和泉; geboren 7. April 1813 in Kurume, Provinz Chikugo; gestorben 22. August 1864) war ein führender Vertreter der „Sonnō jōi-Bewegung“ zur Wiederherstellung der vollen Macht des Kaisers am Ende der Edo-Zeit.

## Leben und Wirken
Maki Izumi hieß mit Vornamen eigentlich 興公 (Kōkō) bzw. 定民 (Teimin), und sein Kindheitsname war Minato (湊). Er wurde auch Kyuju (久寿) oder Tsurutomi (鶴臣) genannt. Sein Künstlername war Shitanada (紫灘) und sein posthumer Name war Hōshin (保臣). Er war ein Untergebener im fünften Rang und führte den Ehrentitel Izumi-no-Kami (和泉守). Dann änderte er seinen Namen in Hama Chūtarō (浜 忠太郎). Er war Sohn des Maki Katoin (真木 旋臣), einem Priester des Suitengu-Schreins (水天宮). Er wurde 1823 das Oberhaupt der Familie, die zu den kleineren des Kurume-Klan (久留米藩) gehörte. Im Jahr 1832 wurde er in den fünften Rang befördert und wurde zum höheren Mitarbeiter am kaiserlichen Hof ernannt.
1844 lernte Maki Aizawa An (会沢 安; 1772–1863), auch Aizawa Seishisai, kennen, einen großen Vertreter der späten Schule Mitogaku. Dort setzte man sich für den Ausschluss von Ausländern ein. Er stand im Zentrum der „Tempo Gakuren“ (天保学連), einer Gruppe von Gelehrten, die von der Mitogaku beeinflusst waren. In seinem Heimatland, wo Maki Reformen plante, wurde er von der konservativen Fraktion 1852 im Haus seines Bruders inhaftiert. Als Reaktion auf die Öffnung des Landes nach außen tauschte er sich mit den Auslandsvertretern der japanischen Regierung aus und schrieb 1861 das Buch "Gikyō sansaku" (義挙三策) – „Die drei Maßnahmen zur Herstellung des Rechts“, in dem er die Wiederherstellung der Monarchie predigte. Im darauffolgenden Jahr gab er seinen Status als Samurai auf und versuchte, über die Provinz Satsuma nach Kyōto zu gelangen. Er wurde jedoch im Zusammenhang mit dem Teradaya-Vorfall in seiner Heimat unter Hausarrest gestellt. Im Mai wurde er auf Druck des Hofadeligen Nakayama Tadamitsu (1745–1864) und des Chōshū-Klan freigelassen und zog nach Kyōto.
Während des Aufstandes am Hamaguri-Tor im Juli 1864 schloss er sich der Chōshū-Armee als Kommandeur des Roshi-Xorps an. Am 19. Juli marschierte man in Richtung Sakaimachi-Tor, aber sie wurden jedoch von Soldaten des Fukui-Klans und anderen aufgehalten. Besiegt zog er sich zum Berg Tennosan (天王山) zurück, weigerte sich, in die Provinz Nagato zu fliehen. Am 21. beging er, zusammen mit 16 seiner Kameraden Seppuku. Vor dem Ableben verfasste er den Satz: „Die Seele von Yamato war viele Jahre lang in den felsigen Wurzeln des Berges Daisen begraben.“